# Baby You Gotta Change Your Mind
Baby You Gotta Change Your Mind is een lied van Blind Boy Fuller. Het werd uitgebracht in maart 1936.

## Achtergrond
Het lied gaat over de frustraties en teleurstellingen die de verteller ervaart in zijn tumultueuze liefdesrelatie. In elk couplet wordt een (kort) voorbeeld uitgelicht uit deze relatie. Zo zingt de verteller in het eerste en laatste couplet – die hetzelfde zijn – dat hij 's ochtends vroeg wakker wordt door het geluid van iemand die op zijn achterdeur klopt. Dit zou een metafoor zijn voor de voortdurende verstoringen die een partner veroorzaakt.

## Covers
Het lied werd in maart 2010 gecoverd door Joe Bonamassa; het verscheen op zijn album Black Rock.